# Plougras
Plougras (bret. Plougraz) – miejscowość i gmina we Francji, w regionie Bretania, w departamencie Côtes-d’Armor.
Według danych na rok 1990 gminę zamieszkiwało 498 osób, a gęstość zaludnienia wynosiła 19 osób/km² (wśród 1269 gmin Bretanii Plougras plasuje się na 832. miejscu pod względem liczby ludności, natomiast pod względem powierzchni na miejscu 347.).